# Rayleigh (Essex)
Koordinaten: 51° 35′ N, 0° 36′ O
Rayleigh ist ein Marktort im Distrikt Rochford in Essex, England. Er liegt zwischen Chelmsford und Southend-on-Sea. Nachdem die Bevölkerung in den 1960er Jahren stark angestiegen war, hat der Ort nun etwa 34.000 Einwohner.
Sehenswert sind die Dreifaltigkeitskirche aus dem 14. Jahrhundert, eine Windmühle und die Motte einer sächsischen Königsburg. 

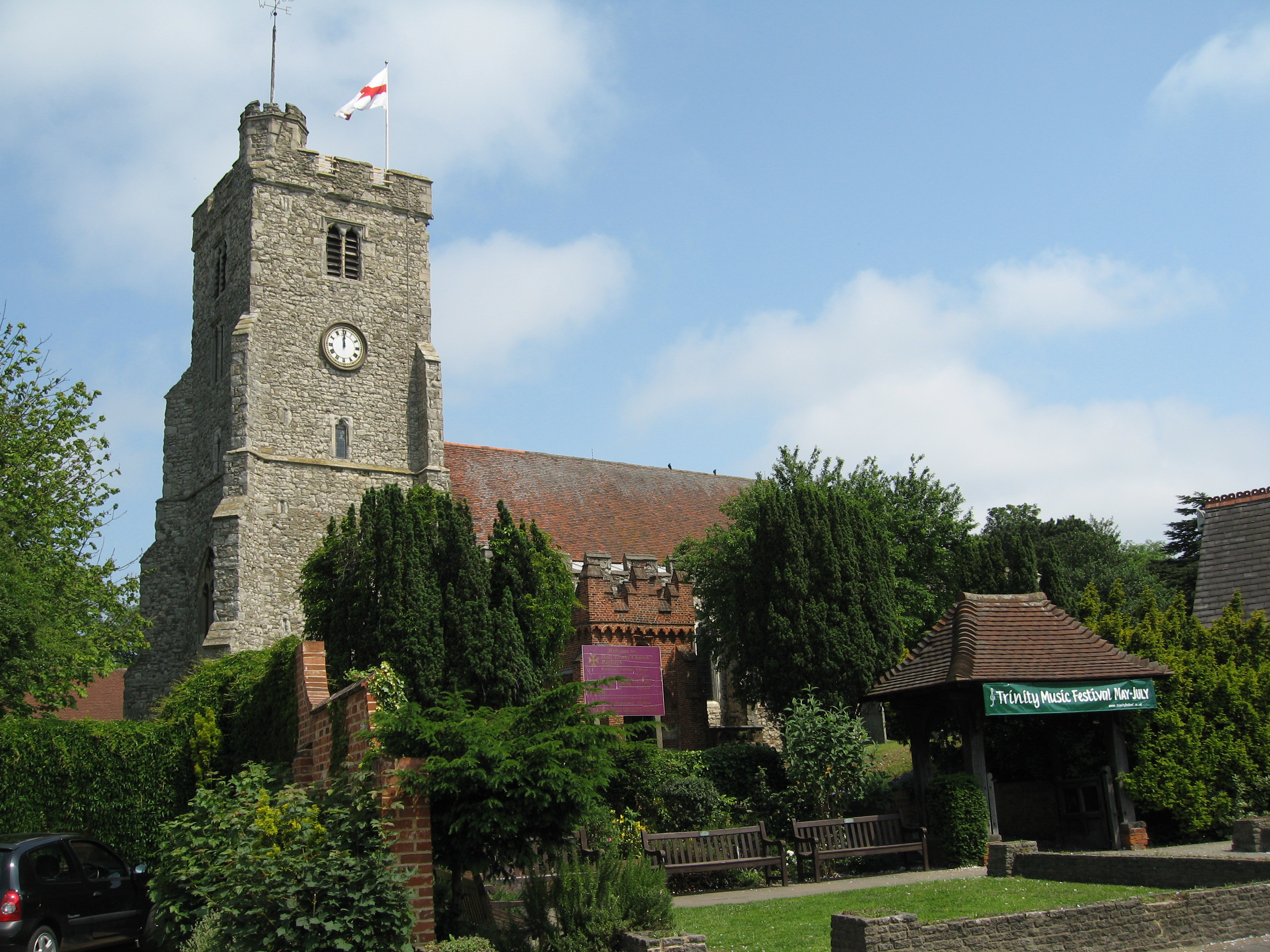
Holy Trinity Church, Rayleigh

## Städtepartnerschaften
Die Stadt pflegt Städtepartnerschaften mit den folgenden Städten:
- Haltern am See (Deutschland, seit 1984)

## Persönlichkeiten

### Söhne und Töchter der Stadt
- Judith E. King (1926–2010), Mammalogin